# 岩本まりの
岩本 まりの （いわもと まりの、2001年9月14日 - ）は、大阪府出身の女子サッカー選手。ポジションはフォワード 。

## 来歴

### クラブ
2017年、大阪学芸高等学校女子サッカー部に入部した。
2018年、U-17女子日本代表に選出された。
2019年、セレッソ大阪堺レディースの下部組織選手として、なでしこリーグ2部第9節で、後半64分に初出場し71分に記録した初得点が決勝点となった。
2020年、Jリーグクラブセレッソ大阪の、女子チームセレッソ大阪堺レディースに入団。リーグ戦全18試合中、2試合に途中出場した。
2021年、矢形海優、野島咲良、宝田沙織ら前線を主戦場とする選手らが移籍した中、リーグ戦全22試合に出場した。主に田中智子とのツートップやスリートップの一角として起用され、これまでのチームの戦術である前線からのハイプレスだけでなく、相手ディフェンダーの中盤・前線へのパスを体を投げ出して防ぐなど前からの守備に貢献した。また、チーム内2位の7得点を記録した。

## 個人成績
| 国内大会個人成績 | 国内大会個人成績         | 国内大会個人成績 | 国内大会個人成績 | 国内大会個人成績 | 国内大会個人成績 | 国内大会個人成績 | 国内大会個人成績 | 国内大会個人成績 | 国内大会個人成績 | 国内大会個人成績 | 国内大会個人成績 |
| 年度             | クラブ                   | 背番号           | リーグ           | リーグ戦         | リーグ戦         | リーグ杯         | リーグ杯         | オープン杯       | オープン杯       | 期間通算         | 期間通算         |
| 年度             | クラブ                   | 背番号           | リーグ           | 出場             | 得点             | 出場             | 得点             | 出場             | 得点             | 出場             | 得点             |
| 日本             | 日本                     | 日本             | 日本             | リーグ戦         | リーグ戦         | リーグ杯         | リーグ杯         | 皇后杯           | 皇后杯           | 期間通算         | 期間通算         |
| ---------------- | ------------------------ | ---------------- | ---------------- | ---------------- | ---------------- | ---------------- | ---------------- | ---------------- | ---------------- | ---------------- | ---------------- |
| 2019             | セレッソ大阪堺レディース | 58               | なでしこ2部      | 1                | 1                | 1                | 0                | 0                | 0                | 2                | 1                |
| 2020             | セレッソ大阪堺レディース | 23               | なでしこ1部      | 2                | 0                | -                | -                | 0                | 0                | 2                | 0                |
| 2021             | セレッソ大阪堺レディース | 16               | なでしこ1部      | 22               | 7                | -                | -                | 5                | 0                | 27               | 7                |
| 2022             | セレッソ大阪堺レディース | 16               | なでしこ1部      | 14               | 5                | -                | -                | 0                | 0                | 14               | 5                |
| 通算             | 日本                     | 日本             | 1部              | 2                | 0                | -                | -                | 0                | 0                | 2                | 0                |
| 通算             | 日本                     | 日本             | 2部              | 37               | 13               | 1                | 0                | 5                | 0                | 43               | 13               |
| 総通算           | 総通算                   | 総通算           | 総通算           | 39               | 13               | 1                | 0                | 5                | 0                | 45               | 13               |

1. ↑  下部組織登録選手[11]

- 日本女子サッカーリーグ
  - 初出場 - 2019年5月18日 なでしこリーグ2部 第9節 静岡産業大学磐田ボニータ戦 (小笠山総合運動公園エコパスタジアム)
  - 初得点 - 2019年5月18日 なでしこリーグ2部 第9節 静岡産業大学磐田ボニータ戦 (小笠山総合運動公園エコパスタジアム)

## タイトル

### クラブ
- セレッソ大阪堺レディース
  - なでしこリーグカップ2部: 1回 (2019)